# 磨铁图书
磨铁图书是中国大陆一家以出版统筹、文化创意为主体的文化公司，隶属于北京磨铁文化集团股份有限公司，成立于2007年。
旗下有文治、磨铁有狐、磨型小说、大渔读品等多个子品牌。
在2024年7月被曝出旗下上架的《房思琪的初恋乐园》有声书中，竟使用类似性爱过程中的“肉体碰撞声”当作背景音，引起众多书友表示不满。

磨铁图书LOGO

## 出版图书列表
（仅列出部分，具体请以官网资料为准）
《明朝那些事儿》，当年明月著，北京联合出版公司出版。
《盗墓笔记》，南派三叔著，上海文化出版社出版。
《房思琪的初恋乐园》，林奕含著，旧版由北京联合出版公司出版，新版由贵州人民出版社出版。
《玻璃塔谜案》，知念实希人著，四川文艺出版社出版。
《上帝掷骰子吗：量子史学佳话》，曹天元著，北京联合出版公司出版。